# 574. Volksgrenadier-Division
Die 574. Volksgrenadier-Division war ein Großverband der deutschen Wehrmacht im Zweiten Weltkrieg.

## Geschichte

### Aufstellung
Die Division wurde am 25. August 1944 in der 32. Aufstellungswelle in Ungarn durch den Wehrkreis XVII aus den Resten der in Frankreich zerschlagenen 277. Infanterie-Division  aufgestellt. Die Aufstellung sollte bis zum 31. Oktober 1944 abgeschlossen sein.

### Auflösung durch Umbenennung in 227. VGD
Noch in der Aufstellungsphase befindlich, wurde die Division am 4. September 1944 in die noch nicht aufgestellte 277. Volksgrenadier-Division umbenannt. Am 5. Oktober 1944 wurde die Division von Budapest aus an die Westfront geschickt.

## Kommandeur
Es wurde kein Kommandeur ernannt.

## Gliederung
- Grenadier-Regiment 1180 mit zwei Bataillonen, wurde später Grenadier-Regiment 989
- Grenadier-Regiment 1181 mit zwei Bataillonen, wurde später Grenadier-Regiment 990
- Grenadier-Regiment 1182 mit zwei Bataillonen, wurde später Grenadier-Regiment 991
- Artillerie-Regiment 1574 mit vier Abteilungen, wurde später Artillerie-Regiment 277
- Divisions-Einheiten 1574, wurde später Divisions-Einheiten 277